# 埃塞俄比亚—索马里兰关系
埃塞俄比亚—索马里兰关系是指索马里兰和埃塞俄比亚之间的关系。因埃塞俄比亚尚与宣称对索马里兰拥有主权的索马里拥有正式外交关系，故两国之間并没有正式外交关系，但已於對方首都互設具大使館功能的代表機構。

## 歷史
自1991年5月18日索马里兰宣布脱离索马里独立以来，索马里兰与埃塞俄比亚之间互動頻繁。
1994年，埃塞俄比亚和索马里兰之間簽署了安全和贸易协定，两国決定建立非正式外交关系。埃塞俄比亚還與索马里兰共同签署了引渡条约。 
2024年1月1日，埃塞俄比亚和索马里兰签署一份谅解备忘录，索马里兰允许埃塞俄比亚的船隻通过柏培拉进入红海，目的是希望埃塞俄比亞有朝一日能承认索马里兰。